# Auzia
Auzia, la actual Sour El Ghozlane, es una antigua ciudad del centro de Argelia.

## Historia
Auzia es mencionada a menudo por los autores antiguos. Josefo, en sus antigüedades judaicas, se refiere, según Menandro, a una ciudad llamada Auza; Ptolomeo la llama Auzea, Auzougûia o Auzina (Auxia); el itinerario de Antonino menciona Auza. Tácito, en sus Anales, se refiere a Auzea como un "castellum semiruptum, vastis circum sallibus clausum".
Auzia ocupaba una importante posición estratégica en la parte oriental de la Mauritania Cesariana, caracterizada por su marcado relieve y su gran altitud, y aún cubierta por densos bosques. La ciudad estaba situada en una meseta disectada, bordeada por dos uadis y encajonada entre dos cadenas montañosas del Titteri. Auzia, enclavada en el corazón de estas colinas, controlaba una de las rutas hacia el sur, hacia las altiplanicies entre el Sersou y el Hodna. Uno de los dos ued que fluyen cerca de la ciudad, el oued Lekhal, desemboca en el oued Sahel, que desemboca en el mar a través del Soummam. Auzia estaba situada en una de las pocas rutas naturales que unían el mar con la estepa. La importancia estratégica del lugar superaba probablemente su valor económico o incluso agrícola.
Auzia era una importante ciudad de la Mauritania cesariana, situada al borde de una vasta y fértil llanura muy bien aprovechada en la antigüedad, con abundantes pastos, manantiales y olivares. En el siglo pasado, la llanura circundante estaba salpicada de bazinas y restos protohistóricos, algunos de los cuales podrían datar de la época romana o incluso posterior. Aunque hay pocos vestigios de la época númida en la región, se han descubierto algunas monedas en los alrededores de Bouira y Sour el Ghozlane.

Auzia entre las ciudades romanas de Argelia

El lugar dominaba un punto estratégico notable, ya que era el centro de todas las comunicaciones del este de Mauretania. Desde Auzia era fácil llegar a Chélif por el oeste (vía Rapidum), a Rusguniae por el norte, a Saldae por el noreste a través del valle de Soummam, a Sétif por el este, a Zabi por el sureste vía Tatilti y Aras, y a Aïn Grimidi y los limes de Severan por el sur. Situar allí una gran guarnición le permitió controlar el Djurdjura, los Bibans y los Titteri y sus temibles poblaciones. La serie numismática es continua a partir de Juba II, por lo que podemos concluir que Auzia fue originalmente una ciudad mauretana de cierta importancia. En el año 24 d. C., Tacfarinas fue asesinado cerca de un castellum Auzea semiderruido, rodeado de bosques, que ahora parece identificarse con Auzia. Es concebible una presencia romana a partir de la anexión de la provincia en el 40 d. C.
Las series numismáticas se hicieron más extensas bajo Domiciano. Al mismo tiempo se enterró un tesoro. El reinado de Domiciano fue probablemente testigo de una intensificación de la presión romana, lo que sin duda desencadenó una revuelta mauretana bien documentada antes del año 86.
El nombre de Auzia aparece grabado por primera vez en la epigrafía de un miliario fechado en 124 hallado en Rapidum; sin embargo, una fuerte presencia militar romana en Auzia es probablemente anterior a esta fecha. Rapidum fue ascendida a municipe en 122, y es poco probable que se ocupara un simple lugar de paso antes que la ciudad principal de la región. De hecho, hay varios indicios en este sentido en el propio yacimiento.
Posteriormente a esta promoción municipal, probablemente a principios del reinado de Adriano, Auzia pasó a convertirse en una colonia Septimia Aurelia, correspondiente a los años 119 a 211. Sin embargo, sigue siendo difícil determinar si se trataba simplemente de una colonia honoraria o de una auténtica deducción. Auzia se convirtió en la guarnición de los Cohors la Aelia Singularium. Esto atrajo a una población civil de concubinas, niños, mercaderes y vivanderos. Probablemente bajo Marco Aurelio, y antes de 176, este asentamiento obtuvo el estatus de municipe según el derecho latino, ya que la serie de nombres de pila y gentilicios muestra un ascenso continuo de notables a la ciudadanía romana.
La creciente prosperidad no estuvo exenta de vicisitudes. En 184, bajo Cómodo, se construyeron y restauraron torreones en la campiña vecina para garantizar la seguridad de los habitantes de la provincia.Numerosas inscripciones de finales del siglo II hasta principios del siglo IV ofrecen una vívida imagen de la organización de la vida municipal, en la que los caballeros y los antiguos soldados desempeñaban un papel importante.
En 197, los habitantes de Auzia erigieron una dedicatoria al procurador cesariano C. Octavio Pudens. Tras un "censo" de la provincia en 198, el territorio romano se amplió con la creación de una nova praetentura al sur del Titteri.Al mismo tiempo, Auzia fue elevada al rango de colonia gracias al mismo procurador, con quien la ciudad quedó en gran deuda. Tomó el nombre de Colonia Septimia Aurelia Auziensium.
A la diferencia de la pequeña ciudad de Rapidum, que fue evacuada por las tropas, Auzia conservó su guarnición, los cohors I Aelia singularium, que incluso fue reforzada antes del 227 por pedites et equités Mauri, a vexillatio equitum maurorum. Aunque ya no era una ciudad fronteriza, seguía desempeñando un importante papel estratégico en la represión de las tribus que vivían en el interior del limes, en particular los quinquegentanei, que habitaban el macizo de la Gran Cabilia. En el siglo III se intensificaron las tensiones con los moros de las tierras altas, que se rebelaron en varias ocasiones, probablemente en respuesta a la creciente presión romana,  La epigrafía refleja estas tensiones, con T. Licinio Hierocles reuniendo tropas de las provincias de Mauretania y Numidia hacia el 220 para derrotar a una facción bajo las murallas de la ciudad; en el 247, un niño o joven fue asesinado por los bárbaros; mientras que en el 254, un decurión del ala tracia celebró una victoria contra los bárbaros y Jusos, etc. Al mismo tiempo, se enterró un tesoro en Aïn Bessem, señal de una grave crisis. Entre 253 y 256, se celebró la derrota de los insurgentes de la región, los Fraxinenses.
No obstante las dificultades, la vida urbana continuó. Las necrópolis han proporcionado una serie continua de inscripciones funerarias fechadas entre 224 y 270. La última de ellas está fechada en 269 en Auzia y en 270 en Aïn Bessem. Un hiato de 20 años en la epigrafía local es una de las pistas que apuntan a disturbios bajo Aureliano y/o Probus. Estos disturbios provocaron la destrucción de la vecina Rapidum, y el yacimiento quedó abandonado durante unos veinte años. En 290, se reconstruyó en Auzia un puente destruido por la guerra. A pesar de las victorias de las que se jactó el praeses de Cesarea, Aurelio Litua, entre 290 y 293, los Quinquegentanei eran una amenaza tal que el propio emperador Maximiano tuvo que acudir a reducirlos con un gran número de tropas en 297. Unos años más tarde, la ciudad se convirtió en la sede de un limes, confiado a un praepositus limitis Audiensis; el primero está atestiguado en la propia Auzia por una inscripción fechada en 301. La toma del poder por los militares fue acompañada de un renacimiento de la sociedad civil. Las inscripciones se fecharon de nuevo en la época provincial. Hay nueve entre 290 y 312. La vida urbana experimentó un renacimiento bajo las dos tetrarquías y después bajo Constantino, como demuestran la epigrafía y la decoración de las residencias privadas, cuyos suelos estaban adornados con mosaicos de gran calidad, similares al que se comenta a continuación.
El renacimiento no tardaría en tener sus límites. Las circunstancias volvieron a complicarse. Hacia 337-340, la provincia de Mauritania Cesárea se vio sacudida por revueltas nativas como la "Insurrección del 253" y la "Guerra de Firmus", atestiguada en casi todas partes. La revuelta encabezada por Firmus contra el gobernador Romanus hacia 365 puso de relieve la importancia de Auzia como centro neurálgico. Teodosio, enviado para sofocar la insurrección, se enfrentó varias veces a Firmus en Auzia, sufriendo la primera de ellas una derrota antes de reconquistar la ciudad. A pesar de los reveses temporales, Auzia permaneció en el centro de las apuestas militares hasta la conclusión de la guerra en Mauretania-Setifolia. El uso del término "castellum" sugiere un declive de la vida civil en favor de una función militar, en consonancia con el papel central de la ciudad como centro de un limes según la Notitia dignitatum. Podríamos tener la tentación de relacionar este hecho con el probable abandono de Rapidum, revelado por el silencio de la numismática local. La prosperidad y la vida urbana de Auzia parecen haberse resentido durante mucho tiempo.
No se conoce con certeza ningún obispo de Auzia. Aunque la presencia de un Donatus episcopus Buzensis  fue sugerida en la Conferencia de Cartago del año 411, esta hipótesis es cuestionada. Los hallazgos arqueológicos en la propia Auzia no confirman de forma concluyente una presencia cristiana; las pruebas se encuentran principalmente en las zonas rurales. En posible contradicción con lo que se acaba de escribir, la diócesis de Auzia fue restablecida oficialmente en 1594 como obispado titular católico latino de rango inferior (episcopal). Tuvo muchos titulares -todos episcopales- hasta que fue suprimida en 1913. Fue restaurado en 1933 y, desde entonces, ha sido ocupado casi continuamente, una vez más por titulares de rango episcopal. 
La reocupación bizantina, limitada en el norte a escalas en la costa mauretana, fue más importante en el sur, extendiéndose desde el sur de Numidia hasta el Hodna, con la ocupación de M'Sila y Zabi Iustiniana. M'Sila (MSila) se encuentra a sólo 100 km de la región de Auzia, lo que plantea interrogantes sobre el posible desarrollo del "fuerte hexagonal", situado a unos 20 km al norte de Auzia.
Auzia fue abandonada en una fecha desconocida y sus ruinas recibieron el nombre de Sour el Ghozlane (muro de las gacelas), atestiguado ya en el siglo XII. Superadas por una pequeña fortaleza turco tardío, permanecieron intactas hasta 1847, cuando se instaló una guarnición francesa. Desde entonces, la ciudad moderna ha cubierto la ciudad antigua, de la que no queda casi nada en la superficie. Los archivos son la única forma de compensar parcialmente esta destrucción.

## Descripción del sitio
Auzia se encuentra a 875 m de altitud, en una hondonada entre dos estribaciones del Titteri. La antigua ciudad ocupaba una larga meseta que formaba un espolón barrado en la confluencia de dos wadis que descienden del Jebel Dira, cuyo pico alcanza los 1810 m. El espacio disponible era aproximadamente triangular, con una longitud de unos 1.000 m, una anchura de 400 m hacia el sur y un ángulo bastante agudo hacia el norte. Cuatro planos del lugar repartidos en el tiempo permiten restaurar el plano de la ciudad antigua y rastrear su progresiva desaparición bajo la ciudad moderna.El emplazamiento elegido por los romanos para establecer Auzia era estratégicamente óptimo. Situada al pie del monte Dira, que culmina a 1.810 metros de altitud y alberga una torre defensiva, controlaba el paso hacia el sur y vigilaba la región de la Cabilia al norte y al este. Ni siquiera la zona situada al oeste, oculta por los montes Oulad-Ferhat y Ouladbou-Arif, fue descuidada por los romanos, que se ocuparon de erigir varias torres a lo largo de la ruta entre Rapidi y Auzia, demostrando su visión estratégica en materia de fortificaciones militares. 
Un mapa fechado en 1843 ofrece una visión general inestimable de la antigua ciudad tal y como la descubrieron los militares franceses, un bosque de arcos verticales y sillares dispersos, dominado por las ruinas del bordj turco y todavía rodeado en parte por sus antiguas murallas. Indica cuatro puertas, al norte, al oeste, hacia la esquina suroeste y al este, cerca del Oued Lekhal. Esta indicación cartográfica está confirmada por los textos de De Caussade. De cada una de estas puertas partían calles, tal y como se esboza en el mapa de 1843. En la ciudad, el trazado de casas enteras era reconocible.
Por lo que podemos juzgar por planos a pequeña escala y bastante aproximados, el muro debía medir aproximadamente 1.200 m de circunferencia. En 1843 se dio la siguiente descripción " El recinto constaba de un muro formado por ocho hileras de hermosas piedras labradas superpuestas sin el uso de cemento. Sin embargo, las piedras de las capas inferiores parecen haber estado unidas por eslabones metálicos, de los que no queda ningún vestigio. El conjunto de esta muralla forma una cadena de torres cuadradas, o más bien medias torres, de cuatro metros de ancho, unidas por muros cortina de veintiún metros. Todavía existe en casi toda la ciudad, a veces se eleva uno o dos metros. Un fragmento, que ha conservado toda su altura, alcanza aproximadamente cinco metros ». En otras notas de la misma fecha se indicó que “ Este muro, de 0,68 m de espesor, formaba una cadena de torres rectangulares, de cuatro metros de longitud, abiertas por dentro y unidas por muros cortina de veintiún metros. La regularidad de esta disposición, la belleza y uniformidad de los bloques de piedra con los que se construyó el muro dan una gran idea de esta obra. Estas piedras rectangulares están dispuestas en hileras de 0,62 mo 0,78 m de altura; su longitud varía de 0,68 a 1,36 metros. Se superponen sin el uso de cemento, pero las piedras de las hiladas inferiores estaban unidas por eslabones metálicos de los que no queda vestigio. ".
Gsell señaló que el recinto encerraba un espacio de 300 a 400 m de ancho y aproximadamente 800 m de largo. Leyendo otro plano tomado en 1847, distinguimos dos partes : “ La primera parte al sur y al oeste estaba compuesta por veintidós baluartes, dos de los cuales eran pequeños y un escalón, la segunda al este incluía sólo seis baluartes. ; todos, excepto los dos pequeños, tenían diez metros de lado, diez metros de frente, y cubrían con las cortinas para la primera parte una longitud de 660 y para la segunda 220 metros. ». En 1912 aún se podían contemplar vestigios del recinto, entre ellos un baluarte de 10 metros de lado.
La característica más llamativa de este recinto es el número de baluartes, probablemente más de 70, multiplicación tal que no entra en ninguna clasificación moderna de fortificaciones urbanas antiguas, lo que plantea un problema de datación. Para Gsell, “ no sería imposible que fuera de un período bastante temprano ». El examen de los planos de la ciudad antigua y el descubrimiento de los dibujos de De Caussade nos llevan a adoptar una posición diferente. Los dibujos son muy claros. : el muro estaba formado por grandes bloques cuidadosamente ensamblados. Nunca se ha informado de su reutilización. : ni la más mínima inscripción, por el más mínimo bloque moldeado. Laporte se pregunta si no se tratará de un muro más antiguo, que data, por qué no, del siglo I d. C. -VS. o principios del siglo II.

### Destino del sitio durante la colonización francesa
La plaza fuerte de Auzia había sido considerada importante en la Antigüedad, como lo demuestran los restos de calzadas romanas. Bajo el dominio bizantino, se reutilizaron materiales del Capitolio para reforzar los muros, y el sitio tuvo abundantes ruinas en el siglo XVIII.  En 1843,  una expedición militar francesa exploró estas ruinas y descubrió muchos sitios potencialmente útiles, incluido un fuerte turco en ruinas construido a partir de antigüedades. Aunque los restos de este sitio son impresionantes, el fuerte turco resultó inadecuado para un uso permanente. Erigido a partir de escombros, permaneció en pie hasta 1840, cuando fue destruido para dar paso a una escuela.  En 1843 quedan visibles partes de las antiguas paredes y un friso esculpido.
Los franceses identificaron claramente la importancia estratégica del lugar para el control de la zona entre Médéa y Sétif. Sin embargo, no fue hasta 1846 que el gobierno decidió establecer un puesto militar permanente en las ruinas de Auzia y Sour-Ghozlane. Pasará a llamarse Aumale, en honor al nombre del gobernador general de 1847. Los oficiales franceses estaban ocupados buscando y cortando vigas de madera, así como desenterrando y dando forma a bloques de piedra,  algunos de los cuales procedían de las abundantes ruinas de Auzia, así como de sus alrededores. De modo que, ya en 1863, Berbrugger  "cree útil señalar ahora [que] las ruinas de Auzia estaban bastante bien conservadas, antes de que la construcción de Aumale hubiera borrado todo rastro .
En 1846 se elaboró un plano de las ruinas, destacando la utilidad de las murallas. : " El recinto por sí solo, aunque no se ha salvado del todo, todavía contiene este montón de escombros... en gran parte de su perímetro, se eleva en algunos puntos a dos o tres metros del suelo, trazando líneas muy irregulares en los bordes de una fuerte pendiente.... La regularidad de esta disposición, la belleza y uniformidad de los bloques de piedra con los que se construyó el muro, dan una gran impresión de esta obra . Los bloques, con una altura de 62 a 78 cm y una longitud de 68 a 136 cm, fueron colocados sin cemento pero con sujetadores metálicos y fueron admirados por el teniente autor del informe.
En 1855, el lugar se convirtió en la capital de la 3.ª subdivisión militar de la provincia de Argel. Las ruinas romanas habían sido cubiertas o desaparecidas, proporcionando materiales para la construcción moderna, mientras que el área circundante proporcionó piedra caliza para los hornos.  Se extrajeron materiales de ruinas cercanas durante las exploraciones, especialmente en Rapidum, un antiguo campamento militar de la cohorte sarda. En 1855, un equipo de 50 trabajadores liderados por Berbrugger descubrió 30 inscripciones en pocas horas durante las excavaciones en esta localidad. Los descubrimientos posteriores se extendieron por toda la región de Aumale. Durante el proceso de construcción en la década de 1860, se cubrieron los antiguos cementerios  y se emplearon prisioneros nativos para ayudar a limpiar el sitio. A finales de la década de 1870, los contratistas extrajeron bloques del lugar, tal vez para edificios públicos en esta comuna mixta, y se desenterraron pozos, cisternas y otras antigüedades.
Pocas antigüedades se conservaron durante la construcción de la ciudad francesa, incluso los hornos construidos con restos de la fortaleza bizantina fueron demolidos en 1867. El Genio descubrió por casualidad en 1853 en el campo de spahis un mosaico de Leda y el Cisne que Berbrugger deseaba transportar a Argel. El coronel Eix, al mando de esta subdivisión de 1885 a 1886, hizo transportar a sus soldados antigüedades a la Esplanade d'Isly, algunas de las cuales fueron integradas en 1912 en un pequeño museo - lamentablemente demasiado tarde, porque " la mayoría de los monumentos habían sido abandonados o destruidos durante la construcción de la ciudad ”. También están desapareciendo monumentos de la región, como en el pueblo francés de Aïn-Bessem, donde el antiguo fuerte está desapareciendo rápidamente.

## Mosaico de las Estaciones y las Nereidas
El mosaico de las Estaciones y las Nereidas fue descubierto el 14 de julio de 1851.  Mercier  informa de las lamentables condiciones de su conservación hasta 1862. Fue reproducido en color y en línea. En 1852, los dos paneles mejor conservados, uno que representaba a Invierno y el otro a una Nereida, fueron retirados y entregados al Museo de Argel.  Los cuatro paneles rectangulares restantes (nombrados A, B, C y D) se describen a continuación:
- Panel A: El panel de invierno, que parece estar intacto en ambos dibujos, tiene algunas pequeñas lagunas en la figura, con el brazo izquierdo reparado con cemento y grietas en el campo blanco. Según Berbrugger, la figura, vestida sólo con piel de pantera sobre la cabeza y los hombros, lleva un hoyau sobre el hombro derecho y sostiene dos patos en la mano izquierda, moviéndose a través de un pantano rodeado de juncos. [77] Los patos y los juncos aluden a la humedad de los días malos, y la azada simboliza el trabajo agrícola invernal.
- Panel Β: El panel de la Nereida sobre un monstruo marino muestra a la Nereida sentada sobre un caballito de mar, rodeada de pequeños delfines y diversas plantas marinas. Berbrugger también describe la presencia de un genio marino que sostiene una lira detrás de Tetis. Sin embargo, el niño alado representado podría ser simplemente Amor o Eros, más que un genio marino. El panel parece haber sido ampliamente restaurado en 1854, con nuevas teselas visibles sobre todo en la sección del Amor. Algunas partes, como el fondo de la lira, el Amor, el drapeado de la Nereida, así como partes del monstruo marino y del delfín, se han recompuesto de forma bastante torpe.
- Panel C: Este panel, que representa a una Nereida montada en un monstruo marino, desgraciadamente no se ha conservado, pero habría tenido la misma longitud que el panel B. A la derecha del panel había una escena parcialmente dañada. Aún podían distinguirse la cara y el pecho de un toro, sobre cuyo lomo estaba sentada una mujer, de la que sólo quedaba la mitad inferior del cuerpo. Delante del toro avanzaba un genio marino que sostenía en la mano una máscara de Júpiter. En el fondo del mosaico se veían plantas acuáticas.
- Panel D: Esta pintura casi cuadrada representaba a una Nereida sobre un monstruo marino, según Berbrugger. La Nereida, cuyo nombre no se especifica, estaba sentada sobre la espalda del monstruo marino, cuya parte delantera había desaparecido. También se representaban pastos marinos y un pequeño delfín. El dibujo del capitán André muestra que la parte derecha del panel estaba incompleta, dejando un espacio para la cabeza y el busto del monstruo marino. La parte inferior del cuerpo de la Nereida estaba vestida según el dibujo (véase más arriba).

Según Laporte, los cuatro paneles conservados, situados en la parte superior izquierda del pavimento, no permiten reconstruir con certeza la disposición completa del mosaico ni identificar el tipo de edificio que pudo adornar. Suponiendo una reconstrucción simple, la pieza habría medido aproximadamente 6,25 m por 3,75 m. En cada esquina se habría representado una estación en un panel casi cuadrado, mientras que los lados largos habrían mostrado una serie de dos paneles rectangulares, con uno solo en lo que habría sido el lado corto. En el centro se habría colocado un panel central de 2,52 m por 1,16 m, cuyo contenido se desconoce. Los tres paneles que se conservan muestran elementos similares en diversas disposiciones: una Nereida con el torso desnudo montada sobre un monstruo marino, acompañada de un amante que sostiene diversos atributos. Las estaciones y las Nereidas eran temas habituales en el arte antiguo, a menudo asociados a temas marinos, lo que confiere a la pieza un tono oceánico. Una escena marina, como un triunfo de Neptuno o un Océano rodeado de Nereidas, podría preverse para el cuadro central.
Teniendo en cuenta el estilo de los dos paneles del Museo de Argel, la datación de este mosaico a finales del siglo III o principios del IV está respaldada por Parrish  y Wattel-de Croizant.

## Patrimonio
Auzia conserva muchos monumentos antiguos, incluida una muralla bien conservada en varios lugares. También cuenta con tres puertas principales de acceso, de cruz latina. :
- Puerta del Sur : se ubica en el límite sur de la ciudad, también llamada Bab-El-Gourt . Esta estructura de acceso público se encuentra en muy buenas condiciones.
- Puerta principal : está orientada hacia el oeste, también llamada Bab-El-Sbitar . Constituye el único acceso a la ciudad desde el oeste.
- Puerta este : es la puerta secundaria del recinto de Auzia, comúnmente llamado Bab-El-Cheuyir .

La plaza del hospital también cuenta con varias inscripciones en latín en grandes piedras calizas.